# Palazzo Frescobaldi Visconti

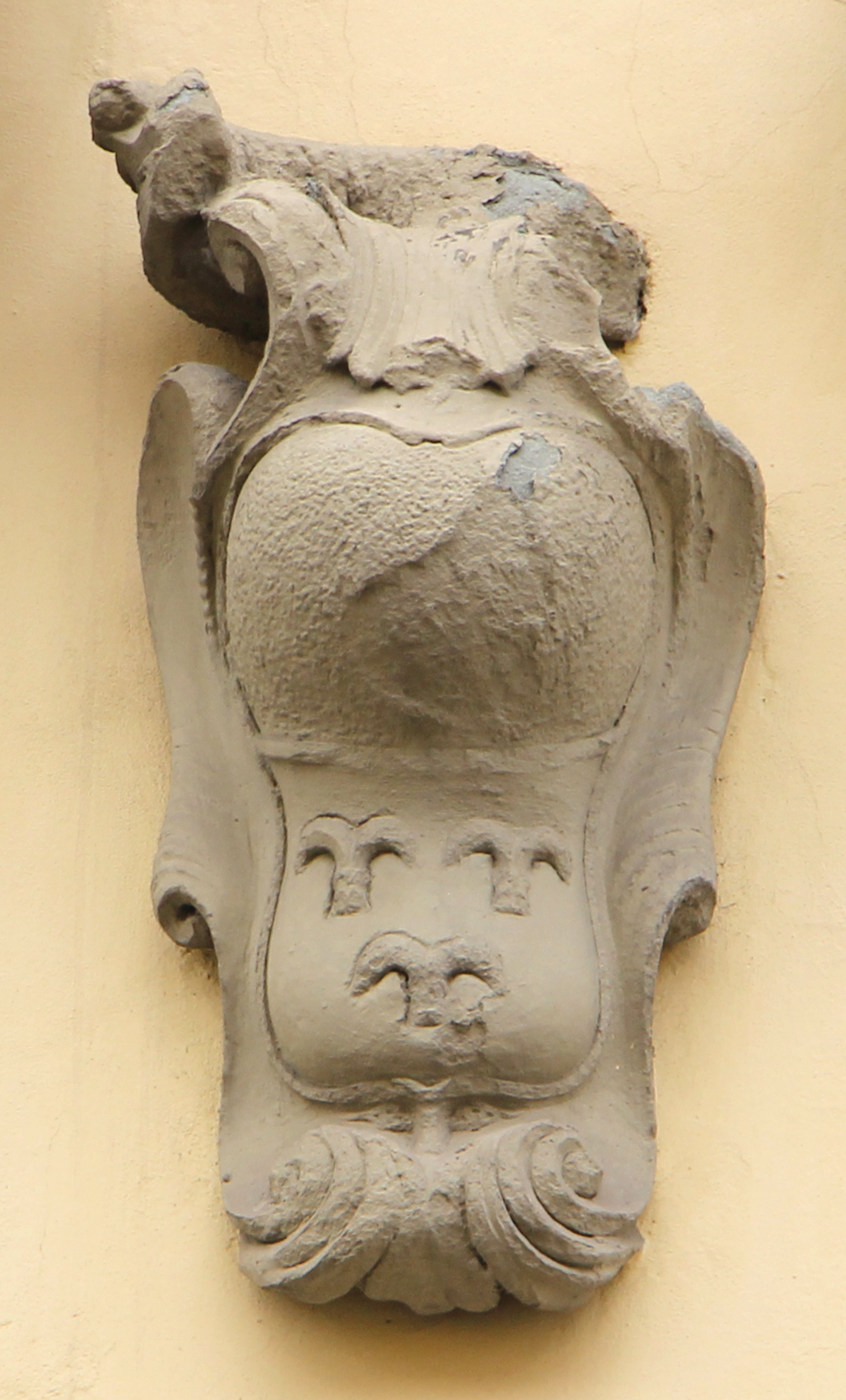
Stemma Frescobaldi

Palazzo Frescobaldi Visconti è un edificio storico del centro di Firenze situato in piazza de' Frescobaldi 4 angolo lungarno Guicciardini 1r-3r-5r.

## Storia e descrizione
L'edificio è imponente, di antica storia e di ubicazione invidiabile, posto com'è a formare angolo tra la piazza e il lungarno. Tuttavia, nonostante tali vanti, ha subito nel tempo numerosi ampliamenti che ne hanno stravolto il carattere, tanto da renderlo oggi simile a un casamento ottocentesco, ulteriormente mortificato da una recente tinteggiatura dei prospetti che ha uniformato indiscriminatamente le superfici e reso omogeneo alle porzioni otto novecentesche anche quanto sul fronte dovrebbe testimoniare delle sue antiche origini.

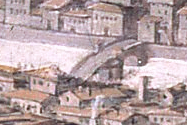
Dettaglio dell'Assedio di Firenze di Giovanni Stradano in palazzo Vecchio

Era qui in origine la loggia che la famiglia Frescobaldi aveva davanti al proprio palazzo, peraltro documentata in un affresco di Giovanni Stradano presente nella sala di Gualdrada di Palazzo Vecchio (1560 circa), che inquadra il ponte a Santa Trinita inglobando tutta questa porzione della piazza: oltre alla loggia il dipinto mostra in aderenza a questa una costruzione a forma di torre addossata dal lato del lungarno, coronata da una altana.
Tale situazione avrebbe conosciuto una prima e già significativa trasformazione nel 1593, quando la loggia fu chiusa da una gentildonna della casata, anteponendo - come sottolinea il diarista Gian Maria di ser Baccio Cecchi - "l'utile all'honore e al mantenimento della memoria di tanta antichità". Ai tempi di Federico Fantozzi gli spazi al terreno erano già stati ridotti ad uso di botteghe (botteghe Bellinati) e, probabilmente, l'insieme già ulteriormente trasformato. Passato di proprietà al cavaliere Alberto Visconti il palazzo fu oggetto di ulteriori ampliamenti comunque difficili da documentare nella loro entità: certo è che l'Archivio Storico del Comune di Firenze conserva una domanda (approvata) di soprelevazione dell'edificio su progetto dell'architetto Giuseppe Castellucci datata 1927, e nella stessa data una richiesta per la realizzazione del balcone al primo piano (non si specifica su quale prospetto) con relativa riconfigurazione delle bucature.
Attualmente, come accennato, il palazzo ostenta sulla piazza una facciata neorinascimentale di gusto tipicamente ottocentesco (e a questo gusto evidentemente si adeguano anche gli interventi novecenteschi, originati dalle ricostruzioni postbelliche), organizzata su otto assi per quattro piani e segnata al piano nobile da un lungo balcone che serve tre finestroni posti al centro. Al terreno si evidenziano alcuni pilastri inglobati nella muratura (portati definitivamente alla luce nel corso di un intervento databile ai primi anni settanta del Novecento e, come accennato, mortificati da una uniforme tinteggiatura), da interpretare come avanzi dell'antica loggia dei Frescobaldi.
Al piano nobile, tra i finestroni del balcone, è da un lato uno scudo con l'arme dei Frescobaldi (troncato d'oro e di rosso, a tre rocchi di scacchiere d'argento), dall'altro un ulteriore e più piccolo scudo con arme non identificata. Per quanto riguarda il prospetto che guarda al lungarno questo si articola su cinque assi per quattro piani, con una altana chiusa a vetri posta sul lato destro, che si può ipotizzare da mettere in relazione con quella documentata nell'affresco di Giovanni Stradano.

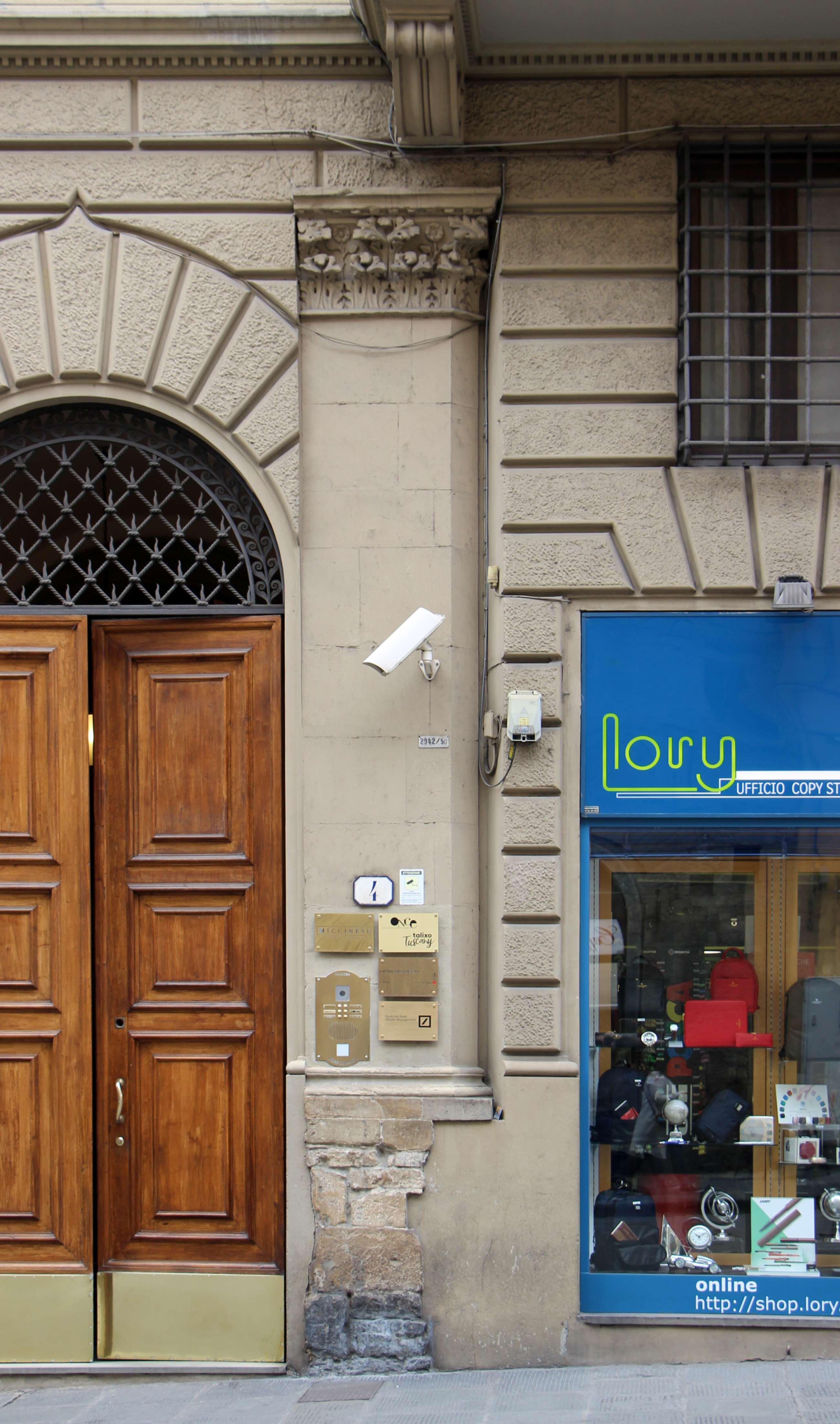
Resti della loggia Frescobaldi
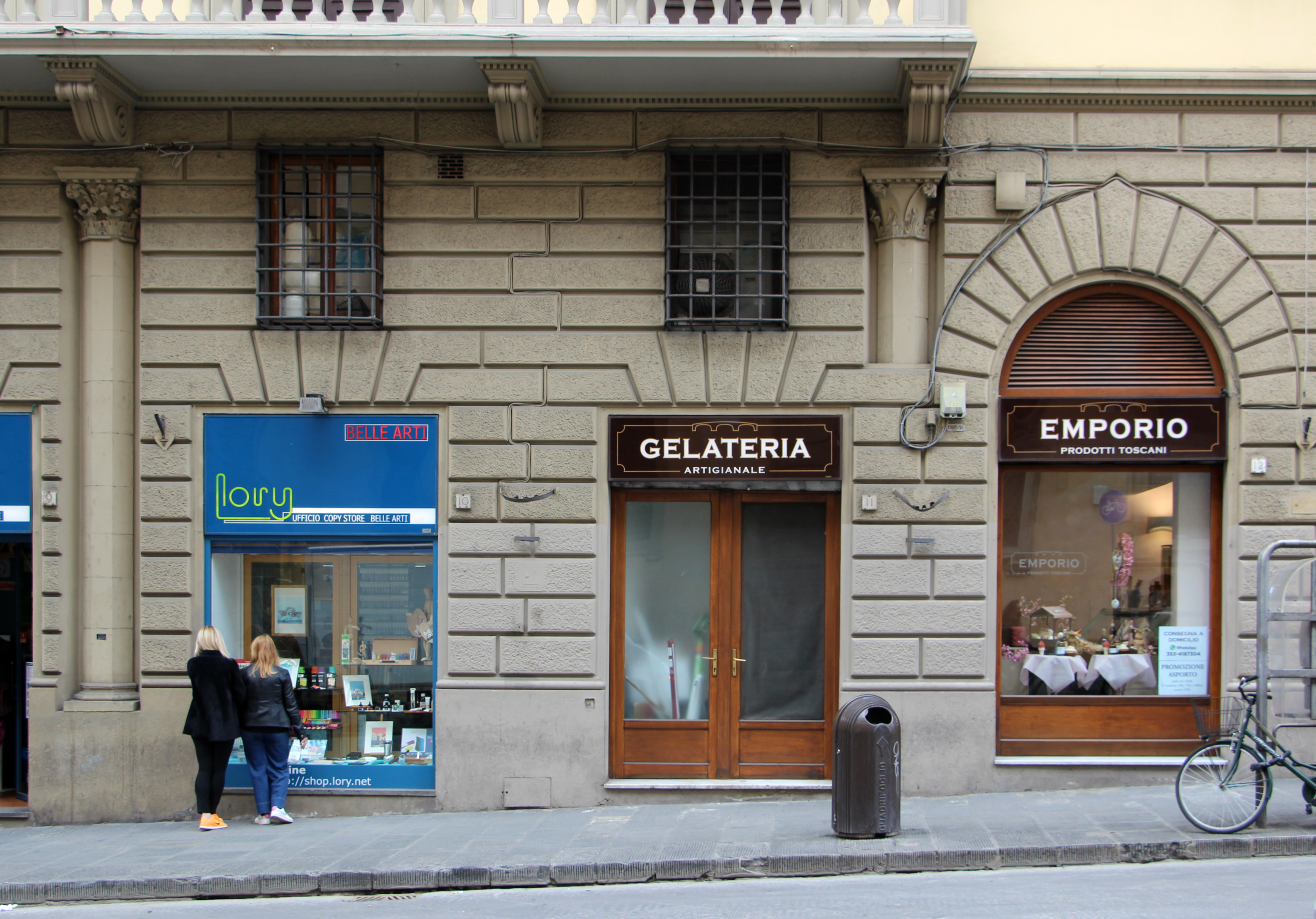
Resti della loggia Frescobaldi
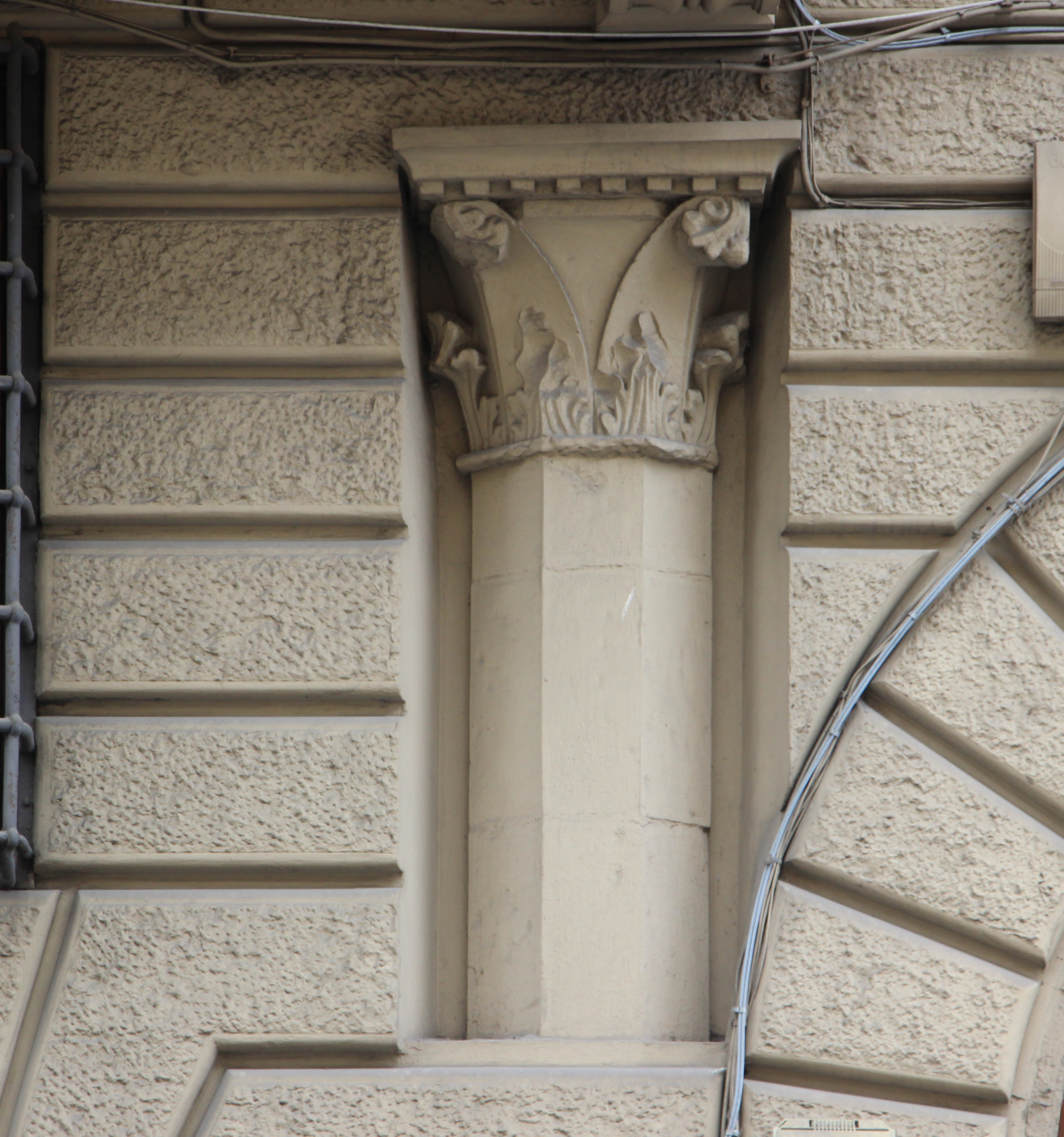
Resti della loggia Frescobaldi
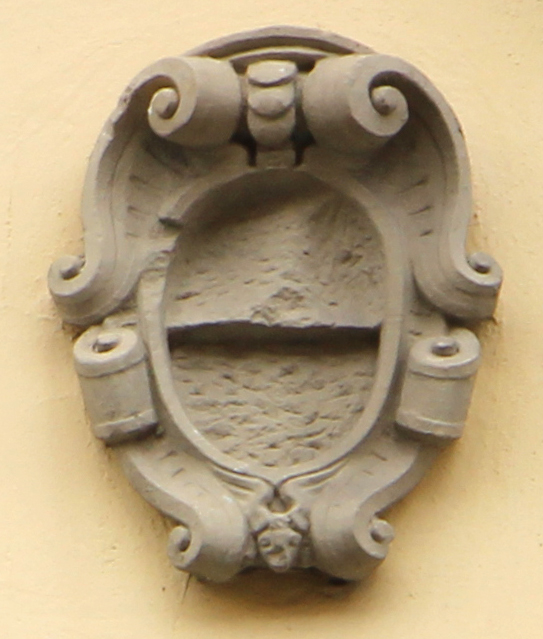
Stemma troncato